# Вечный Тук
«Вечный Тук» (англ. Tuck Everlasting) — это фантастический роман для подростков, написанный Натали Бэббит и изданный в 1975 году. Был признан современной детской классикой. Совокупный тираж по всему миру — 2 000 000 экземпляров. Книга получила множество престижных премий в области литературы, включая медаль Януша Корчака. Автор книги «Сто лучших книг для детей» Анита Сильвей включила «Вечный Тук» в свой сборник. Роман был дважды экранизирован, в последний раз — в 2002 году студией Disney.

## Сюжет
Конец XIX века в американской глуши. Девочка Винни, устав от жары, скуки и нравоучений родственников, сбегает в лес — и там её похищает чрезвычайно странная семья Туков. Очень скоро Винни узнает, что Туки бессмертны, влюбляется в одного из них, получает предложение тоже стать бессмертной — и тут начинаются нешуточные приключения, с убийством и тюрьмой. В этих испытаниях Винни учится нарушать правила и обретает собственную волю, но главное в книге не в этом, а в разговорах и размышлениях о том, что правильно выбрать, вечную жизнь или жизнь смертного человека, и в чем вообще заключается смысл короткой человеческой жизни.

## Русский перевод
Впервые на русском языке книга вышла в 2005 году в издательстве «София». В 2012 году — в издательстве «Розовый жираф».